# Diario di bordo - Voglio sdraiarmi al sole
Diario di bordo - Voglio sdraiarmi al sole, pubblicato nel 2006, è un album della cantante Spagna, inciso per l'etichetta NAR International. Si tratta della ristampa del precedente album Diario di bordo (2005), con l'aggiunta di tre brani inediti: Noi non possiamo cambiare (presentato al Festival di Sanremo 2006), Vorrei fossi tu e Voglio sdraiarmi al sole.

## Tracce
1. Noi non possiamo cambiare
2. Vorrei fossi tu
3. Voglio sdraiarmi al sole
4. Prova d'amore
5. A chi dice no
6. Anche solo per un istante
7. Day by day
8. Diario di bordo
9. Greta
10. Donna invisibile
11. Come un raggio di sole

## Classifiche
| Classifica (2006) | Posizione massima |
| ----------------- | ----------------- |
| Italia            | 94                |